# Lepilemur tymerlachsoni
Lepilemur tymerlachsoni, lémur saltador de Nosy Be, es una especie de  mamífero primate de la familia Lepilemuridae. Como todos los lémures es endémico de  la isla de  Madagascar y se distribuye al noroeste de la isla en la región de Lokobe, en Nosy Be.
Hasta 2006 todos los lémures saltadores de la isla de Nosy Be fueron considerados pertenecientes a la especie L. dorsalis. A finales del siglo XIX fueron descritas dos especies —L. dorsalis Gray, 1871 y L. grandidieri Forsyth Major, 1894— y su localidad tipo fue inscrita como «noroeste de Madagascar». Por esa razón, en 2007 Zinner y colaboradores sugirieron que el nombre más apropiado para alguna de las nuevas especies que el equipo del primatólogo E. E. Louis describió en esa región —L. sahamalazensis, L. grewcockorum, L. mittermeieri o L. tymerlachsonorum (sinónimo de L. tymerlachsoni)— podría ser cualquiera de las dos anteriores. Para decidir si esto es cierto, Zinner asegura que es preciso analizar y estudiar a fondo los holotipos de estas dos especies, y es posible que alguna de estas nuevas especies no sea sino un sinónimo de las dos descritas anteriormente.
También en 2007 Tattersall hizo notar que las nuevas especies de lémures saltadores que el grupo de Louis había descrito un año antes —15 en total— habían sido diagnosticadas exclusivamente sobre la base de la distancia genética y a que todas ellas eran alopátridas —no comparten áreas de distribución—, de forma que estas nuevas especies habría que tratarlas con suma cautela hasta que nuevos datos que apoyen estas descripciones vean la luz.
Mide unos 23 cm de cuerpo y 25 de cola y pesa alrededor de 840 gramos. Su aspecto general es de color marrón grisáceo claro con tonos rojizos en la parte superior de la espalda, parte externa de los muslos y cola. Posee una línea negruzca desde la cabeza hasta la primera mitad de la espalda. El vientre es gris claro así como la máscara de la cara.
Se encuentra en las selvas de las tierras bajas, con un periodo de sequía anual. Tiene hábitos arbóreos y nocturnos, y  se alimenta de hojas, frutos y cortezas.
Los nacimientos tienen lugar desde agosto hasta noviembre y las hembras paren una sola cría por año. Ocupan oquedades de los árboles durante el día en las selvas primarias y amasijos de hojas y ramas en las secundarias.
Su estatus en la Lista Roja de la UICN es de «en peligro crítico», debido a la disminución de la cantidad y calidad de su hábitat, muy fragmentado y en constante declive y que, además, que se extiende por una superficie de tan solo 75 km², a la disminución de las poblaciones de adultos reproductores y a la caza furtiva.